# بیمارستان روانی آرادیل
بیمارستان روانی آرادیل (به انگلیسی: Aradale Mental Hospital) بیمارستانی در استرالیا است که در ۱۸۶۵ میلادی ساخته شد.